# Alfred Borkowski
Alfred Henryk Borkowski (ur. 15 czerwca 1930 w Mchowie k. Przasnysza, zm. 12 lutego 2012 w Ciechanowie) – polski lekarz pulmonolog, pisarz, działacz społeczny.

## Życiorys
Absolwent Publicznej Szkoły Powszechnej w Przasnyszu (1945), Państwowego Gimnazjum i Liceum w Przasnyszu (matura 1951), Szkoły Felczerskiej w Bydgoszczy oraz Akademii Medycznej w Gdańsku (dyplom 1957). W 1967 uzyskał II stopień specjalizacji z zakresu chorób płuc.

### Praca zawodowa
Pracował jako lekarz w szpitalu w Suszu (w latach 1962–1967 był dyrektorem tegoż szpitala). W sierpniu 1967 został ordynatorem Oddziału Przeciwgruźliczego szpitala w Ciechanowie, od 1969 był ordynatorem Oddziału Chorób Płuc tegoż szpitala. W latach 1968–1972 prowadził Powiatową Przychodnię Obwodową w Ciechanowie. W 1996 przeszedł na emeryturę.

### Działalność społeczno-polityczna
Radny miejski i powiatowy w Iławie (1961–1967), radny Miejskiej Rady Narodowej w Ciechanowie i Wojewódzkiej Rady Narodowej w Warszawie, zastępca przewodniczącego Komisji Zdrowia WRN. Po reorganizacji podziału administracyjnego kraju zastępca przewodniczącego WRN w Ciechanowie (1975–1984). Prezes Towarzystwa Wiedzy Powszechnej (1970–1975), przewodniczący Powiatowego Komitetu Stronnictwa Demokratycznego, w latach 1975–1984 przewodniczący Wojewódzkiego Komitetu SD w woj. ciechanowskim. W 1972 powołał w Ciechanowie Klub Pracy Twórczej i był jego prezesem do połowy 1986. W 1997 zorganizował oddział Związku Literatów Polskich (prezes do 2001). Członek założyciel Związku Literatów na Mazowszu (2009). Przewodniczył Towarzystwu Przeciwtytoniowemu, od 1981 był członkiem Zarządu Towarzystwa Miłośników Ziemi Ciechanowskiej.

## Twórczość literacka i publicystyczna
Autor blisko 30 książek o tematyce regionalnej, biograficznej, dotyczących służby zdrowia oraz jedenastu zbiorów poezji. Jego utwory były tłumaczone na kilka języków europejskich oraz we fragmentach na japoński. Był publicystą czasopism medycznych, społeczno-kulturalnych i regionalnych.
Wydał m.in.:
- Wiersze wybrane (1976)
- Klechdy ciechanowskie (1980; współautor Cezary Leżeński)
- Obłok ciechanowski. Poezja (1981)
- Ciechanowskie notatki okupacyjne (1984)
- Swojemu miastu i swojej ziemi, cz. 1 i 2 (1985)
- Opin i Bogna oraz legenda o Łydynce (1985)
- Wiersze i klechdy (1985–1986)
- Przy szpitalnym łóżku. Wiersze (1986)
- Dr Karol Szwanke (1987)
- Moja idea. Wiersze wybrane (1988)
- Żydzi ciechanowscy (1989)
- Krasnoludki Mazowsza (1990)
- Ciechanowski almanach medyczny na rok 1990 (1990)
- Ciechanoviana (1991)
- Miłość ich dwojga, historia prawdziwa (1991)
- Zeszyty Literackie nr 4 (1991: wiersze)
- Opin i wojewodzianka (1992)
- Saga mchowska
- Diabelski tygiel (1994)
- Mazowieckie zjawy (1994)
- Złowieszcze echo nad Łydynią i Wkrą (1995)
- Ciechanowscy medycy (1995)
- Wahadło dusz. Poezja (1996)
- Zakonnica, córka ubeka (1997)
- Z lat wojny. Szkice ciechanowskie (1998)
- Śladami nazwisk (2000)
- Mazowieckie rymy okupacyjne (2001)
- Medycyna i medycy przasnyscy (2001)
- Ciechanowskie opowieści (2002)
- Moje wspomnienia szkolne (2003)
- Opowieści z rodzinnych stron. Przasnysz, Mchowo, Chorzele (2003)
- Przasnyskie portrety. Część pierwsza (2004)
- Tak pamiętają to ludzie  (2004)
- Ludzie pióra Mazowsza ciechanowskiego (2005)
- Mchowo (2005)
- Milczący kamień (2006: wiersze)
- Myśli, spostrzeżenia, fakty. Zapiski (2006)
- Rżany koń (2006)
- O mojej Łydyni (2007: wiersze)
- Wieczorne rozmyślania. Wybór wierszy (2008)
- Miejscowości powiatu ciechanowskiego - wybrane informacje (2008)
- Przasnyskie portrety. Część druga (2008; współautor: Piotr Kaszubowski)
- Śladami przeszłości (2009)
- Ciechanowscy medycy (2009)
- Przasnyskie portrety. Część trzecia (2009; współautor: Piotr Kaszubowski)
- Mojej ziemi (2010: wiersze)
- Ptaszki na drutach (2011: wiersze)
- Przasnyskie portrety. Część czwarta (2011; współautor: Piotr Kaszubowski).

## Nagrody i odznaczenia
Odznaczony Kawalerskim i Oficerskim Krzyżem OOP oraz licznymi odznaczeniami i dyplomami. Laureat Międzynarodowej i Niezależnej Fundacji Popierania Kultury Polskiej: Polcul Foundation (marzec 1995). W 1993 obdarzono go tytułem Ciechanowianina Roku. Laureat Medalu Stanisława Ostoja-Kotkowskiego za 2009 rok w kategorii Medal Honorowy. 27 czerwca 2010 r. podczas obchodów jubileuszu 80. urodzin odznaczony został medalem Pro Masovia.